# Konrad von Degenfeld
Konrad von Degenfeld († 10. Oktober 1600 in Geradstetten) war Grundherr zu Eybach. Sein unglückliches Ende fand unter dem Titel Die Nachtwandler Eingang in die Volksliedsammlung Des Knaben Wunderhorn.

## Leben
Er war ein Sohn des Stuttgarter Landhofmeisters Christoph von Degenfeld (1535–1604) und der Barbara von Stammheim. Während sein Bruder Johann Christoph I. von Degenfeld (1563–1613) den noch vom Vater erworbenen zweiten Sitz der Familie in Neuhaus ausbaute, blieb Konrad am bisherigen Sitz in Eybach. Mit den Brüdern spaltete sich die Familie in die Linien Degenfeld-Neuhaus und Degenfeld-Eybach, die spätere gräfliche Linie Degenfeld-Schonburg. Er heiratete Margarethe von Zyllnhardt, über deren Erbe die Familie Degenfeld in den Besitz des Rittergutes Dürnau kam.
Über sein Ende berichtet ausführlich Ernst August Sörgel in seiner Allgemeinen Chronik. Demzufolge hatte Konrad in Geradstetten mit dem Schorndorfer Obervogt Jakob von Gültlingen gezecht. Gültlingen hatte durch eine Kriegsverletzung die Angewohnheit, im Trunk und im Affekt unberechenbar zu werden. Wohl wissend über dieses Leiden, nahm Gültlingen sich allein eine Schlafkammer und nahm dorthin auch keinen Degen mit. Der junge Degenfeld bezog später in der Nacht jedoch dieselbe Schlafkammer und schreckte nachts schlafwandelnd den Zimmergenossen auf. Dieser glaubte, ein Gespenst zu sehen, ergriff im Affekt Degenfelds Seitengewehr und streckte diesen damit nieder. Gültlingen wurde vier Tage nach der Tat auf persönliche Order von Herzog Friedrich I. auf dem Marktplatz in Waiblingen geköpft.
Die Tat fand Eingang in zahlreiche Chroniken und wurde in lyrischer Form unter dem Titel Die Nachtwandler auch in der Volksliedsammlung Des Knaben Wunderhorn beschrieben.
Ein Epitaph für Conrad von Degenfeld befand sich einst in der katholischen Pfarrkirche Mariä Himmelfahrt in Eybach.

## Familie
Der Ehe mit Margarethe von Zyllnhardt, der Tochter des Wolff von Zyllnhardt zu Dürnau, entstammten vier Söhne, von denen drei das Erwachsenenalter erreichten.
- Konrad († vor 1608)
- Christoph Wilhelm († 1624)
- Christoph Wolfgang († 1631)
- Christoph Martin (1599–1653)